# Frente de Reforma e Jihad
A Frente de Jihad e Reforma ou Frente de Reforma e Jihad foi uma coalizão insurgente sunita que anunciou sua formação em 2 de maio de 2007. O anúncio foi postado em vários sites jihadistas.
A Frente opunha-se oficialmente e criticava a al-Qaeda no Iraque e compreendia três grupos: o Exército Islâmico no Iraque, o Exército Mujahideen e alguns líderes da Jamaat Ansar al-Sunna, de acordo com o comunicado de fundação da Frente. 

## Objetivos
De acordo com o Newsvine.com, seus objetivos anunciados são os seguintes: "expulsar os ocupantes, estabelecer a religião, o governo pela sharia e uma abordagem moderada da doutrina islâmica (ou seja, contra a aplicação estrita e as práticas do Takfiri). Rejeita a legitimidade da constituição, "eleições sectárias" e o governo maliquita. Convida todas as facções da insurgência iraquiana a se unirem a ela e, especificamente, convida a Brigada da Revolução de 1920 e exorta todos a evitarem batalhas paralelas às custas da batalha principal contra a ocupação americana." 